# NGC 600
NGC 600 je spirální galaxie s příčkou v souhvězdí Velryba. Její zdánlivá jasnost je 12,4m a úhlová velikost 2,8′ × 2,1′. Je vzdálená 84 milionů světelných let, průměr má 70 000 světelných let. Je členem skupiny galaxií LGG 27, skupiny okolo NGC 584. Galaxii objevil 10. srpna 1785 William Herschel.